# Allan Nielsen
Allan Nielsen (Esbjerg, 13 maart 1971) is een voormalig voetballer van Deense origine. Zijn professionele voetbalcarrière duurde van 1989 tot en met 2004. In die periode speelde hij bij topclubs als Bayern München, FC Kopenhagen, Brøndby IF en Tottenham Hotspur. Zijn carrière sloot hij echter af bij Herfølge BK. Binnen de lijnen was Nielsen vooral op het middenveld te vinden.

## Bayern München en FC Sion
Op 18-jarige leeftijd vertrok Allan Nielsen al vanuit Denemarken naar het buitenland. Hij tekende een contract bij de Duitse topclub Bayern München, zonder dat hij ooit eerder een wedstrijd op professioneel niveau had gespeeld. Bij de club uit Beieren kwam hij onder andere in de selectie te zitten met spelers als Klaus Augenthaler, Manfred Schwabl en Thomas Strunz. Ondanks dat Nielsen van 1989 tot en met 1991 deel uitmaakte van de selectie van Bayern, speelde hij niet meer dan zes minuten voor de club. Dit was als invaller in een wedstrijd tegen Hertha BSC. Die werd met 7-3 gewonnen. Omdat hij er niet in slaagde door te breken bij Bayern München, besloot Allan Nielsen in de zomer van 1991 de Zuid-Duitse club te verlaten. Aanvankelijk leek hij zijn carrière te vervolgen in Zwitserland. Hij tekende namelijk een contract bij FC Sion. Voor de Zwitsers zou hij echter nooit een wedstrijd spelen. Zo snel als Nielsen had getekend leek hij ook alweer te vertrekken. Hij tekende een contract bij een club uit zijn vaderland, Denemarken.

## Odense BK
In september 1991 maakte Allan Nielsen de overstap van FC Sion naar het Deense Odense BK. Het eerste seizoen van Nielsen bij de club was echter niet erg succesvol. Na achttien wedstrijden stond Odense hopeloos onderaan in de competitie. Daardoor werd het samen met de nummer 9 Vejle BK uitgesloten van de kampioenspoule. Vejle en Odense moesten daarentegen play-offs spelen, om op het hoogste niveau actief te mogen blijven. Nielsen, intussen uitgegroeid tot een belangrijke speler voor het team, zorgde er samen met zijn collega's voor dat degradatie de club gespaard bleef. Zo kon Odense ook in het seizoen 1992/1993 op het hoogste niveau van Denemarken spelen. Dat seizoen liep voor Nielsen en zijn club een stuk succesvoller. Na de eerste helft van het seizoen stond Odense BK tweede in de competitie en ook aan het einde van het seizoen stond de club op deze plaats. Daardoor plaatste de club zich voor het UEFA Cup-toernooi. Daardoor maakte Nielsen zijn debuut op de Europese velden. Na het seizoen 1993/1994 verliet hij echter de club voor een andere Deense topclub. Daarvoor maakte hij de finale van Beker van Denemarken wel nog mee. Tegen Aalborg BK werd met 2-0 gewonnen, waardoor OB haarde derde beker won. Voor Odense speelde Nielsen 55 competitiewedstrijden. Daarin scoorde hij negen keer.

## Deense topclubs
Na het seizoen 1993/1994 maakte Allan Nielsen de overstap naar FC Kopenhagen. Die club hoorde bij de top van Denemarken. In 1993/1994, zijn eerste seizoen bij de club, werd Nielsen al meteen aanvoerder van de club gemaakt. Met Nielsen in de gelederen wist Kopenhagen echter niet kampioen van Denemarken te worden. Ze eindigden op een teleurstellende zesde plaats, waardoor maar net aan Europees voetbal, in de vorm van Intertoto Cupvoetbal, werd behaald. Bij FC Kopenhagen zou Allan Nielsen echter maar één seizoen spelen. Daarin scoorde hij drie keer in 26 wedstrijden. Voor aanvang van het seizoen 1995/1996 maakte hij namelijk de overstap naar Brøndby IF, de kampioen van het jaar daarvoor. Daar kwam hij onder andere samen te spelen met Ebbe Sand en Søren Colding. Ook met Allan Nielsen in het team wist Brøndby kampioen te worden. Daarnaast werd Nielsen Brøndby's Speler van het Jaar. Mede daardoor verdiende hij toen voor het eerst een uitnodiging voor het Deens nationale elftal. Nog in 1995 zou hij zijn debuut maken voor Denemarken. Na zijn succesvolle seizoen, maakte hij in 1996 de overstap naar een Engelse club. Voor Brøndby IF speelde hij in totaal 42 wedstrijden. Daarin scoorde hij elf keer.

## Tottenham Hotspur
Voor 1.65 miljoen pond vertrok Allan Nielsen in 1996 naar de Engelse club Tottenham Hotspur. Al snel speelde hij een belangrijke rol in het team, waar onder andere ook Steffen Freund en Sol Campbell deel van uitmaakten. Met de Spurs speelde hij echter geen belangrijke rol in de Premier League. De club eindigde telkens in de middenmoot. In 1998/1999 werd echter toch Europees voetbal behaald. Dit kwam doordat Tottenham Hotspur in 1999 de League Cup won. In de finale kwam het tegenover Leicester City te staan. De laatstgenoemde club startte de wedstrijd beter, met kansen voor Emile Heskey en Gerry Taggart. Dankzij schoten van Steffen Freund en David Ginola kwam het spel weer evenwicht. De tweede helft werd echter weer gedomineerd door Leicester. Vlak voor het einde zette Tottenham weer aan en in de blessuretijd was het uitgerekend Allan Nielsen die het enige doelpunt van de wedstrijd scoorde. Daardoor won hij met de Spurs zijn enige prijs gedurende zijn periode bij de club en werd hij Man of the Match. Nielsen werd er ook erg populair door bij de fans. Desondanks werd hij halverwege het seizoen 1999/2000 uitgeleend aan een andere Engelse club. Voor Tottenham speelde Nielsen daardoor net geen 100 competitiewedstrijden. In de 97 wedstrijden waarin hij op het veld kwam voor de Spurs scoorde hij twaalf keer.

## Wolverhampton Wanderers en Watford
In het seizoen 1999/2000 werd Allan Nielsen na de winterstop door Tottenham Hotspur uitgeleend aan de Wolverhampton Wanderers, de oud-club van onder andere John de Wolf. Bij Wolverhampton zou hij maar drie maanden spelen, waarin hij in zeven wedstrijden twee keer scoorde. Daarna was het seizoen 1999/2000 afgelopen en werd hij door Tottenham verkocht aan Watford FC. Daardoor speelde hij, net zoals bij Wolverhampton, niet meer op het hoogste niveau van Engeland, de Premier League, maar in de First Division. Met Watford, dat net het seizoen ervoor gedegradeerd was, wist hij echter geen opmerkelijke resultaten te behalen. In alle drie de seizoenen, 2000/2001, 2001/2002 en 2002/2003, die Allan Nielsen voor "The Hornets" speelde, eindigde Watford kleurloos in de middenmoot van de First Division. In 2003 keerde de inmiddels 32-jarige Nielsen terug naar zijn vaderland. Voor Watford FC speelde hij een totaal 100 competitiewedstrijden. Daarin trof hij negentien keer het doel.

## Herfølge BK
In 2003 keerde Allan Nielsen terug naar Denemarken. Daar ging hij spelen bij Herfølge BK. Hij kwam er niet alleen als speler, maar ook als assistent-trainer. Doordat de resultaten echter tegenvielen, werd gedurende het seizoen hoofdcoach Johnny Petersen ontslagen. Hierdoor werd Nielsen samen met Michael Schjønberg, net als hij afkomstig uit Esbjerg, de hoofdtrainer van Herfølge. Zij wisten uiteindelijk degradatie voor de club af te wenden. Het seizoen erop, 2004/2005, besloot Allan Nielsen na één wedstrijd, waarin hij overigens scoorde, zich alleen nog toe te leggen op het trainerschap van zijn club. Daardoor kwam zijn actieve loopbaan als voetballer ten einde. Voor Herfølge speelde hij in totaal negentien wedstrijden, waarin hij drie maal in staat was een doelpunt te maken. Ondanks dat Nielsen zich richtte op zijn carrière als trainer, bleek het niet een groot succes te worden. Dat seizoen degradeerde Herfølge alsnog. Daarom besloot Nielsen de handdoek in de ring te werpen en definitief te stoppen als trainer.

## Interlandcarrière
Vanwege zijn goede prestaties bij Brøndby IF mocht Nielsen in 1995 zijn debuut maken voor het nationale elftal van Denemarken. Dit was op 16 augustus in de EK-kwalificatiewedstrijd tegen Armenië. Al 45 seconden nadat hij als wissel was ingebracht door bondscoach Richard Møller Nielsen maakte hij zijn eerste doelpunt voor Denemarken. Hierdoor ging de wedstrijd met 2-0 gewonnen. Ook mocht hij mee naar het EK 1996 dat in Engeland gehouden werd. Daar speelde hij maar één wedstrijd, maar scoorde wel. Dit was tegen Turkije. Hierna zou Nielsen nog twee eindtoernooien meemaken. Dat waren WK 1998, waar hij tegen Zuid-Afrika scoorde, en EURO 2000. Allan Nielsen speelde zijn laatste interland was in 2002 tegen Ierland. Vlak voor het WK van dat jaar viel hij echter buiten de boot, waardoor hij die niet mee zou maken. In totaal scoorde Allan Nielsen zeven doelpunten in 44 interlands.

## Erelijst
- Beker van Denemarken: 1993 (Odense BK), 1995 (FC Kopenhagen)
- Deense Superliga: 1996 (Brøndby IF)
- Deens voetballer van het jaar: 1996 (Brøndby IF)
- Vice-kampioen Beker van Denemarken: 1996 (Brøndby IF)
- League Cup: 1999 (Tottenham Hotspur)